# Cesare Goretti
Cesare Goretti (né le 26 avril 1886 à Turin et mort le 14 mai 1952  à Pozzo d'Adda) est un juriste et un philosophe du droit italien.

## Biographie
Cesare Goretti est diplômé en droit à l’université de Turin en 1909 (avec le philosophe du droit Gioele Solari) ;  puis il entre à l’Académie scientifique et littéraire (Accademia scientifica-letteraria) de Milan (qui ensuite sera rattachée à l’université de Milan), où il a rencontré Piero Martinetti ; à l’Académie il est diplômé en philosophie en 1921.
En 1926, il est secrétaire du VIe Congrès national de la philosophie, organisé par la Société italienne de philosophie et présidé par Piero Martinetti ; le Congrès a été dissous par les autorités fascistes, après seulement deux jours. Le 31 mars 1926 Martinetti et Goretti signent la lettre de protestation adressée au recteur de l’Université, Luigi Mangiagalli ; ils protestent « au nom de la liberté des études et de la tradition italienne contre un acte de violence qui empêche l’exercice de la discussion philosophique, et vainement cherche à limiter la durée de vie de la pensée ».
En 1931 Balbino Giuliano, ministre fasciste de l’Éducation nationale, introduit l’obligation d’un serment de loyauté envers le fascisme, nécessaire pour entrer dans la carrière universitaire ou pour la poursuivre ; Goretti, ainsi que Piero Martinetti, refusent de prêter serment ; ils sont exclus de la carrière universitaire. Entre 1.200 professeurs universitaires, rares sont ceux qui ont refusé (Ernesto Buonaiuti, Giuseppe Antonio Borgese, Aldo Capitini, Mario Carrara,Antonio De Viti De Marco, Gaetano De Sanctis, Floriano Del Secolo, Giorgio Errera, Giorgio Levi Della Vida,
Fabio Luzzatto, Bartolo Nigrisoli, Errico Presutti, Francesco Ruffini, Edoardo Ruffini Avondo, Lionello Venturi et Vito Volterra).
En laissant l’université, Goretti doit faire l’avocat à Milan ; il fait aussi des traductions de textes philosophiques et écrit sur la “Rivista di Filosofia”. Il participe aux rendez-vous chez don Luigi Fossati (1871-1945) à Milan, avec d’autres philosophes anti-scolastiques et anti-fascistes,.
Proche de la mort, en 1943, Piero Martinetti lègue sa bibliothèque privée à Nina Ruffini (petite-fille de Francesco Ruffini), Gioele Solari et Cesare Goretti. La bibliothèque sera ensuite donnée par les héritiers en 1955 à la Fondation Piero Martinetti pour l’étude de l’histoire philosophique et religieuse de Turin ; elle est maintenant placée dans le bâtiment du Rectorat de l’Université de Turin à la Bibliothèque de la Faculté des Lettres.
Ce n’est qu’après la chute du fascisme que Goretti est à nouveau admis à l’université ; en 1948 il devient professeur de Philosophie du droit à l’Université de Ferrare, où il enseignera jusqu’à sa mort.
La municipalité de Ferrare a donné le nom d’une rue à Cesare Goretti, « philosophe – patriote ».

## L’animal comme un sujet de droit
Goretti a été un fructueux philosophe du droit, un auteur d’écrits sur Kant, Sorel, Bradley, Anatole France, Maurice Hauriou, un traducteur de plusieurs ouvrages philosophiques (African Spir, Bradley, Thomas Hill Green) ; il a surtout affirmé pour la première fois que l’animal doit être considéré comme un "sujet de droit", une personne physique et une personne morale.
En 1926, Piero Martinetti avait publié “La psiche degli animali” (‘’Le psychisme des animaux’’), dans lequel il avait souligné que les animaux possèdent l’intelligence et  la conscience et, en général, une vie intérieure, comme il ressort des “attitudes, les gestes, la physionomie” ; cette vie intérieure est "probablement très différente et loin" de la vie intérieure humaine, mais elle "a aussi les caractéristiques de la conscience et ne peut pas être réduite à un simple mécanisme physiologique".
En 1928 Goretti dépasse ce point de vue, et affirme que les animaux sont de véritables “sujets de droit” et que l’animal a une «conscience morale» et une perception du juridique. De cette façon, il a anticipé les questions de la bioéthique et de l’éthologie ; malgré l’originalité et le caractère novateur des thèses de Cesare Goretti, son travail a été entièrement négligé dans le débat sur les droits des animaux et dans les études d’éthologie,.

« On ne peut nier à l’animal, quoique vague, l’utilisation de la catégorie de causalité; de la même façon, on ne peut pas exclure que l’animal, participant à notre monde, a un sens obscur de ce que peut être la propriété ou l’obligation. D’innombrables cas démontrent comment le chien est le gardien jaloux de la propriété de son maître, et comment il participe à son utilisation. Quoique inconnue, doit fonctionner en lui cette vision de la réalité extérieure comme quelque chose qui lui est propre; ce n’est que pour l’homme civilisé qu’il s’agit de structures sophistiquées. Il est absurde de penser que l’animal qui rend service à son maître agit seulement selon son instinct. [...] Le chien sent, de façon obscure et significative, ce rapport pour les services rendus et échangés. Bien sûr, l’animal ne peut pas comprendre le concept de ce qui est la propriété, l’obligation; il suffit qu’il montre vers l’extérieur de faire usage de ces principes, qui en lui fonctionnent encore en manière obscure et sensible. »

— Cesare Goretti, L’animale quale soggetto di diritto, 1928

## Philosophie du droit
Cesare Goretti est considéré comme représentatif de l’istitutismo (institutisme) en Italie, ainsi que Jean Ray en France, pour ses études sur l’institution juridique,.
Selon Giuseppe Lorini, il y a trois théories à propos du concept d’institution,:
- institutisme: voit le droit comme un ensemble d’institutions juridiques; les institutions sont conçues pour Goretti  "comme une sorte d’actions coordonnées, constituants un équilibre typique et constant de buts qui se lient dans un complexe de moyens" et pour Ray"comme des constructions juridiques”[11],[13],[14]
- institutionnalisme juridique: voit le droit comme une institution[12],[13] (Santi Romano, Maurice Hauriou).
- néo-institutionnalisme: le droit est représenté par des faits institutionnels (Neil McCormick, Ota Weinberger)[11],[15],[16].

## Œuvres
- Il carattere formale della filosofia giuridica kantiana, Milano, Casa Editrice Isis, 1922
- Il sentimento giuridico nell'opera di Giorgio Sorel, Città di Castello, Il Solco, 1922
- L'opera ed il pensiero di Thomas Hill Green, en A. C. Bradley, Thomas Green Hill, Etica, Torino, Bocca, 1925
- Il trattato politico di Spinoza, en "Rivista di filosofia", 1927, 235
- Sorel, Milano, Athena, 1928
- L'animale quale soggetto di diritto, en "Rivista di filosofia", 1928, 348
- I fondamenti del diritto, Milano, Libreria Editrice Lombarda, 1930
- Introduzione à A. Spir, La giustizia, Milano, Libreria Editrice Lombarda, 1930
- Il saggio politico sulla costituzione del Württenberg, en "Rivista di filosofia", 1931, 408
- Sul valore della distinzione tra legge e norma, en Rivista di filosofia", 1932, 125
- Il liberalismo giuridico di Maurice Hauriou, Milano, Tip. Editrice L. Di Pirola, 1933
- La filosofia pratica - W. Schuppe, en "Rivista di filosofia", 1933, 124
- Il valore della filosofia di F. H. Bradley, en "Rivista di filosofia", 1933, 332
- Il saggio del Brentano sull'origine della conoscenza etica, en "Rivista di filosofia", 1934, 141
- L'idea di patria, en "Rivista di filosofia", 1935, 68
- L'idealismo rappresentativo di O. Hamelin, en "Rivista di filosofia", 1935, 325
- Recensione de Piero Calamandrei, Elogio dei giudici scritto da un avvocato, en "Rivista di filosofia", 1936, 187
- La metafisica della conoscenza in Thomas Hill Green, en "Rivista di filosofia", 1936, 97
- Il dolore nel pessimismo di A. Spir, en "Rivista di filosofia", 1937, 227
- Contributo allo studio della norma giuridica in relazione agli atti giuridici, Lodi, Tip. G. Bianciardi, 1938
- Il valore dell'individualità, en "Rivista di filosofia", 1938, 226
- Dal Saint-Simon al neo-saintsimonismo, en "Rivista di filosofia", 1939, 312
- Concetti ed istituti giuridici, Lodi, Tip. G. Bianciardi, 1940
- Diritti e doveri giuridici in relazione alla norma giuridica, en "Archivio della Cultura italiana", 1941, 251
- L'istituzione dell'eforato, en "Archivio della Cultura italiana", 1941, 251
- Il significato di una valutazione tecnica della realtà, en "Archivio della Cultura italiana", 1943, 5
- Piero Martinetti (1872-1943), en "Archivio della Cultura italiana", 1943, 81
- L'impiego delle categorie o dei concetti puri ed il valore della coazione e dei postulati nella filosofia giuridica kantiana, en "Annali della Università di Ferrara", vol. VII, parte III (Facoltà di Giurisprudenza), 1947-48, 87
- Recensione de Aurelio Candian, Avvocatura, Milano, 1949 en "Annali della Università di Ferrara", vol. VII, parte III (Facoltà di Giurisprudenza), 1947-48, 163
- Il liberalismo di Emile Faguet, en "Rivista internazionale di filosofia del diritto", 1949, 163
- Istituzioni in senso tecnico ed istituti giuridici nella concezione realistica di Santi Romano, en "Annali della Università di Ferrara", Vol. VIII, anni accademici 1948-49 e 1949-50, 183
- La normatività giuridica, Padova, Cedam, 1950
- Il valore delle massime di equità, en "Scritti giuridici in onore di Francesco Carnelutti", vol. I, Filosofia e teoria generale del diritto, Padova, CEDAM, 1950, 295
- L'umanesimo critico di Anatole France, en "Rivista internazionale di filosofia del diritto", 1950, 439
- Recensione de Rudolf Muller-Erzbach, en "Rivista trimestrale di diritto e procedura civile", 1952, 1170
- Rileggendo il Filomusi Guelfi, en "Rivista internazionale di filosofia del diritto", 1951, 165
- Il pensiero filosofico di Piero Martinetti, en "Memorie dell'Accademia delle Scienze dell'Istituto di Bologna. Classe di Scienze Morali", Serie V, Vol. II, Bologna, 1951, 1
- Alcune considerazioni critiche sul diritto sociale, en "Annali della Università di Ferrara. Sezione X. Scienze Giuridiche", Vol. I, 1950-51 e 1951-52, 1
- Il valore dell'acquisto ideale nella filosofia giuridica di Kant, en "Rivista internazionale di filosofia del diritto", 1951, 496
- Sulla sociologia dei gruppi sociali, en "Scritti di sociologia e politica in onore di Luigi Sturzo", Bologna, Zanichelli, vol. II, 1953, 253

## Écrits sur Cesare Goretti
- Gioele Solari, Recensione di C. Goretti, I fondamenti del diritto, en “Rivista di filosofia", 1931, 63
- Norberto Bobbio, Cesare Goretti (1886-1952), en “Rivista internazionale di filosofia del diritto", 1952, 505
- Giulio Bruni Roccia, Filosofia e realizzazione spirituale in Cesare Goretti, en “Rivista internazionale di filosofia del diritto", 1955, 486
- Rinaldo Orecchia, Cesare Goretti, Voce in Enciclopedia filosofica, Vol. II Venezia-Roma, Istituto per la Collaborazione culturale, 1957
- Rinaldo Orecchia, Cesare Goretti, in Rinaldo Orecchia, Maestri italiani di filosofia del diritto del secolo XX, Roma, Bulzoni, 1978, 93
- S. Castignone, I diritti animali: la prospettiva utilitaristica, in “Materiali per una storia della cultura giuridica, 1983, 397
- F. D’Agostino, I diritti degli animali, en “Rivista internazionale di filosofia del diritto", 1994, 78
- V. Pocar, Gli animali non umani, Laterza, Roma-Bari, 1998
- Piero Martinetti, Pietà verso gli animali (a cura di Alessandro De Chiara), Il Melangolo, Genova, 1999
- Paolo Di Lucia, La rilevanza di Cesare Goretti per la bioetica e l’etologia, in “Annuario di itinerari filosofici. II, Piacere, dolore, senso, Milano, Mimesis, 2000, 143
- Giuseppe Lorini, Atti giuridici istituzionali, in Giuseppe Lorini (cur.), Atto giuridico, Bari, Adriatica, 2002, 125
- Paolo Di Lucia, Filosofia del diritto, Raffaello Cortina editore, Milano, 2002, 83
- Giuseppe Lorini, Due a priori del diritto: l’a priori del giuridico in Cesare Goretti vs l’a priori giuridico in Adolf Reinach, in Francesca De Vecchi (cur.), Fenomenologia del diritto. Adolf Reinach, Milano, Mimesis, 2011
- Attilio Pisanò, Diritti deumanizzati, Giuffré, Milano, 2012, 39 s.